# Schismatomma
Schismatomma — рід грибів родини Roccellaceae. Назва вперше опублікована 1852 року.